# Solt
Solt é uma cidade da Hungria, situada no condado de Bács-Kiskun. Tem 132,67 km² de área e sua população em 2019 foi estimada em 6.125 habitantes.